# Comté d'El Paso (Colorado)
Pour les articles homonymes, voir Comté d'El Paso.
Le comté d'El Paso est un comté du Colorado. Son siège est Colorado Springs. Son nom, qui signifie « le passage » en espagnol, fait référence au col Ute.
Outre Colorado Springs, les municipalités du comté sont Calhan, Fountain, Green Mountain Falls, Manitou Springs, Monument, Palmer Lake et Ramah.
Le comté est réputé pour être un bastion républicain et conservateur. Il s'agit en effet du cœur de la communauté évangélique du Colorado et d'une région comptant de nombreuses installations militaires.

## Démographie
| 1870 | 1880  | 1890   | 1900   | 1910   | 1920   |
| ---- | ----- | ------ | ------ | ------ | ------ |
| 987  | 7 949 | 21 239 | 31 602 | 43 321 | 44 027 |

| 1930   | 1940   | 1950   | 1960    | 1970    | 1980    |
| ------ | ------ | ------ | ------- | ------- | ------- |
| 49 570 | 54 025 | 74 523 | 143 742 | 235 972 | 309 424 |

| 1990    | 2000    | 2010    | - | - | - |
| ------- | ------- | ------- | - | - | - |
| 397 014 | 516 929 | 622 263 | - | - | - |

## Images

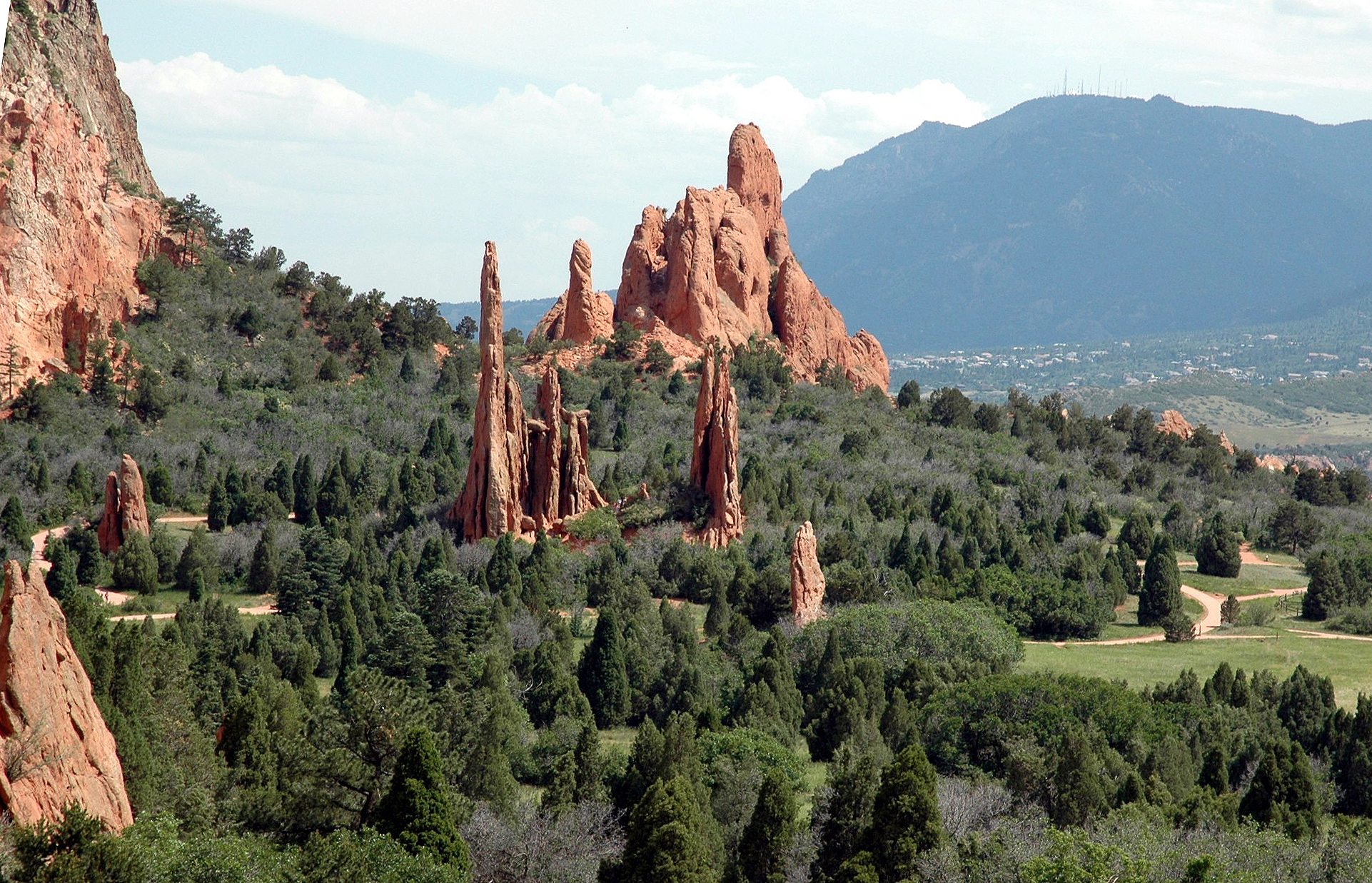
Le Garden of the Gods, un parc public de Colorado Springs.
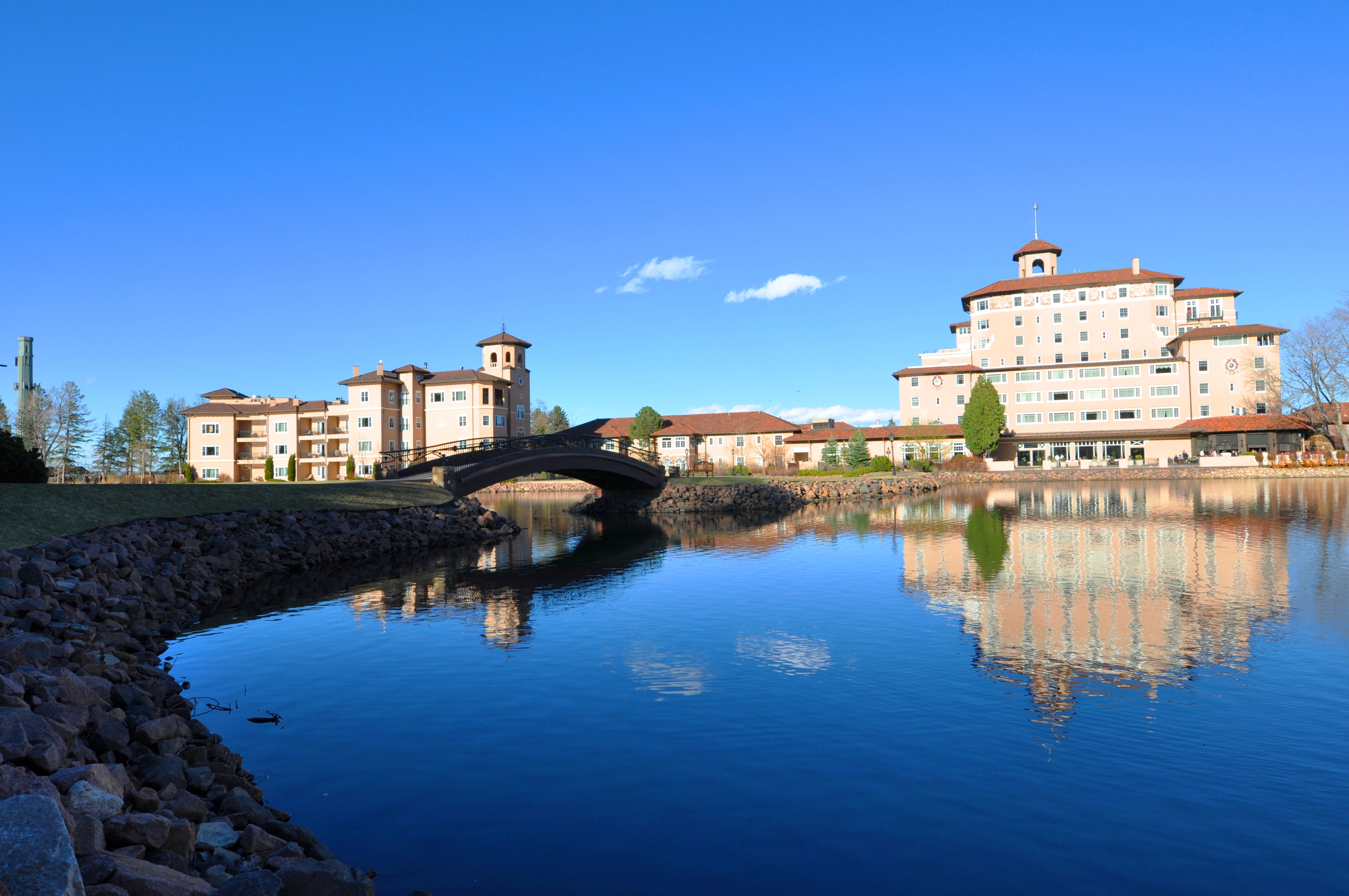
The Broadmoor, hôtel de Colorado Springs.
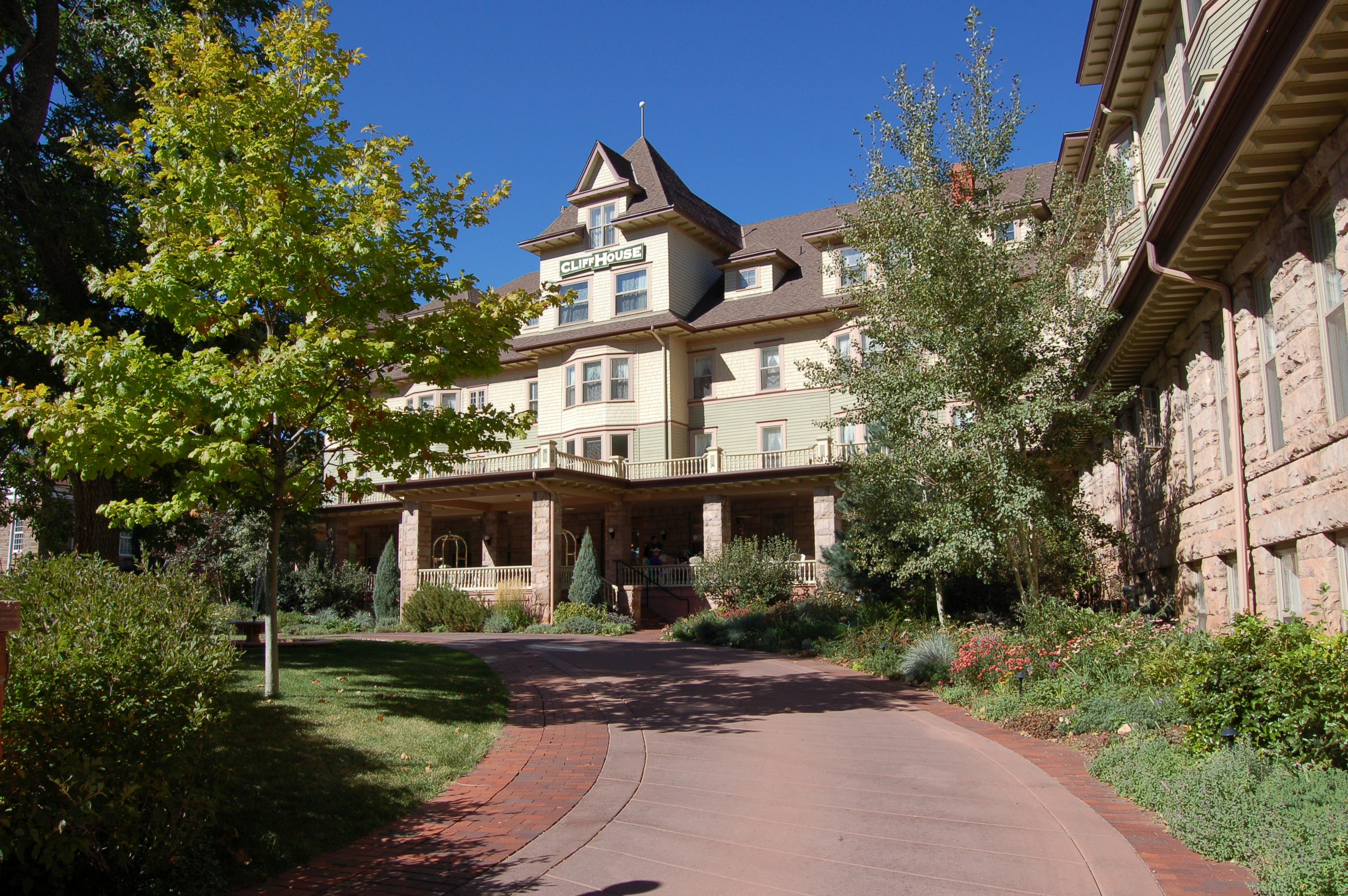
The Cliff House at Pikes Peak, hôtel de Manitou Springs.
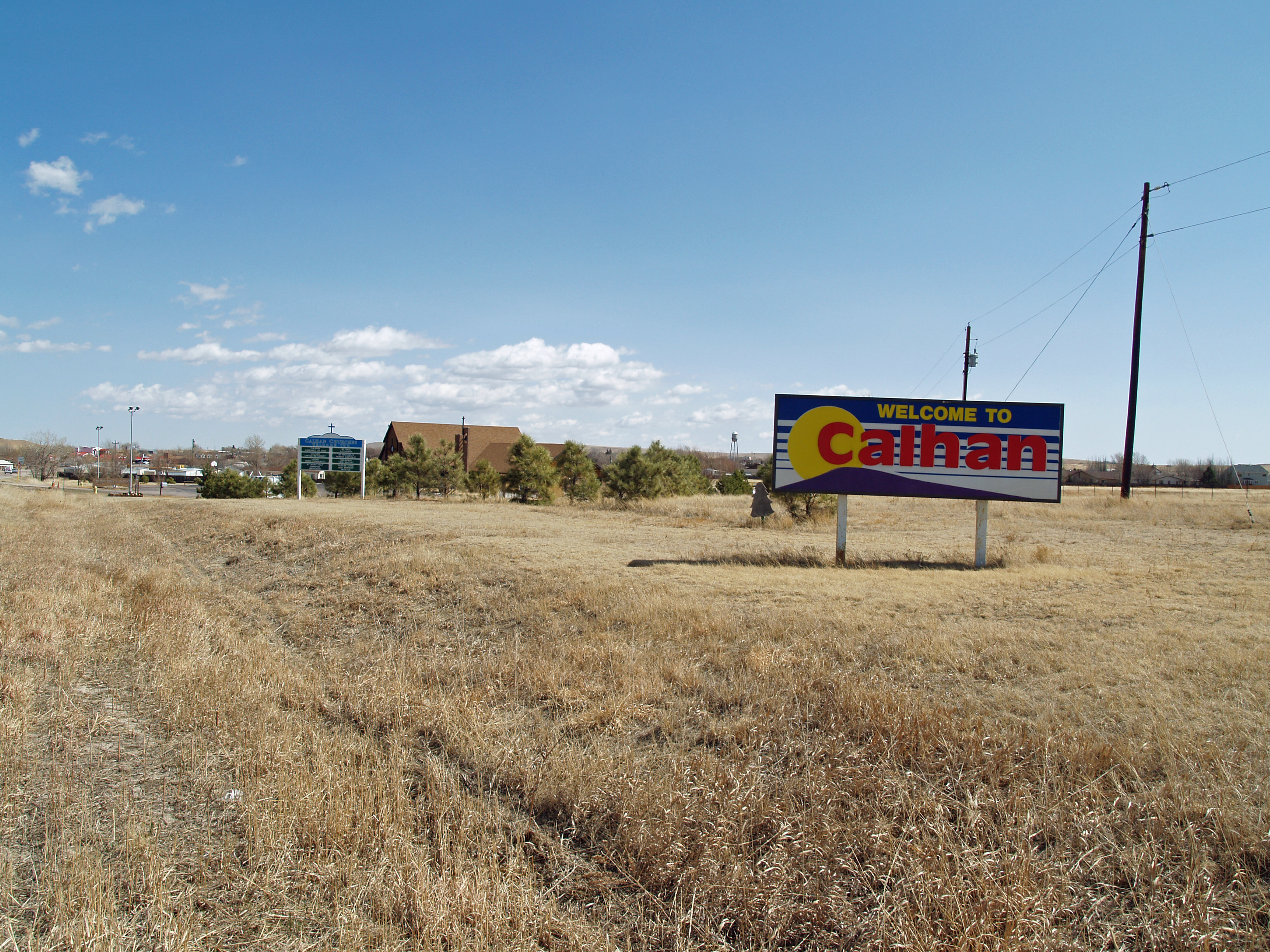
Arrivée à Calhan.
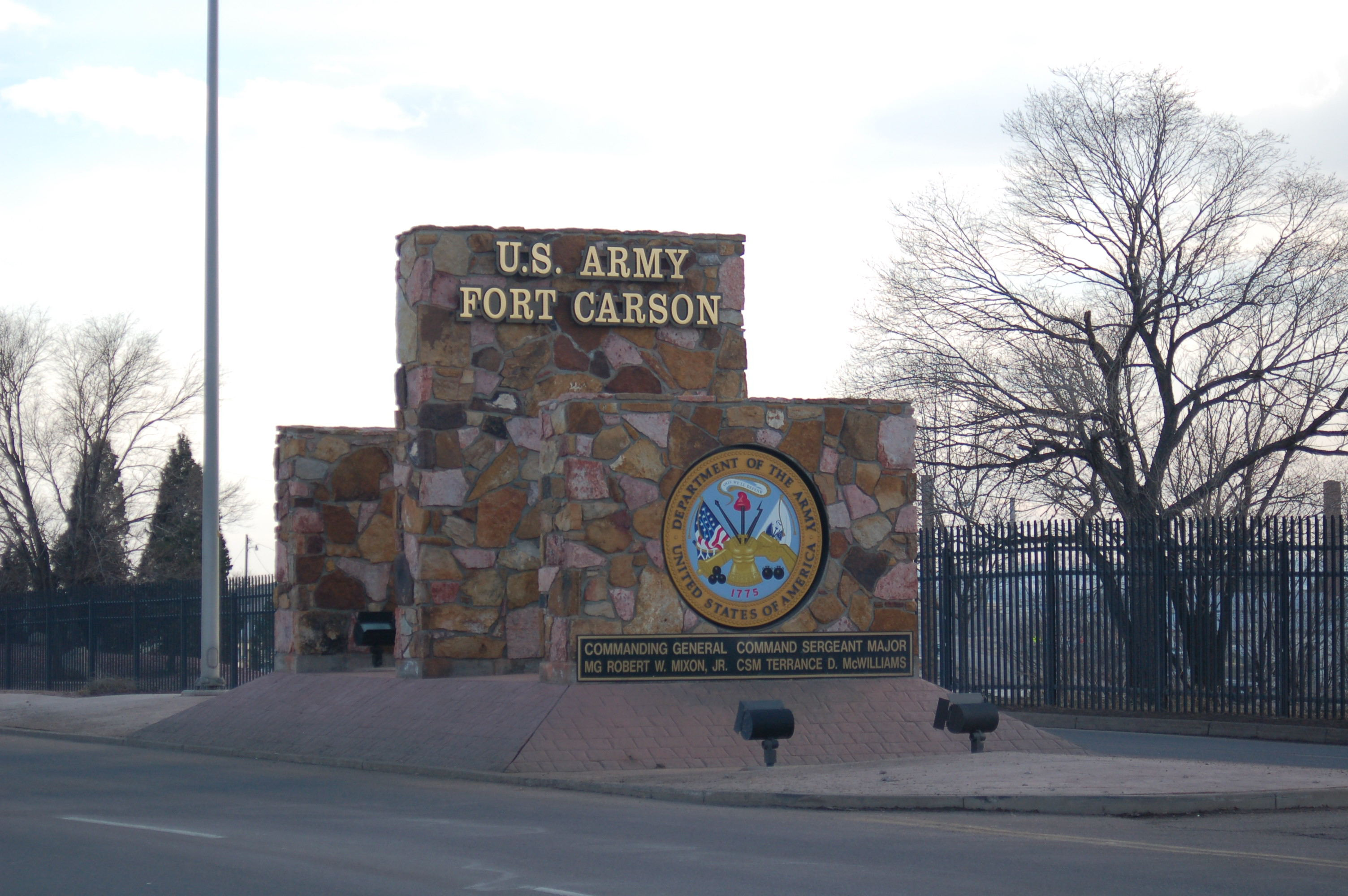
Entrée de Fort Carson, installation de l'armée américaine située au sud de Colorado Springs.